# The Bard's Tale: Construction Set
The Bard's Tale Construction Set est un logiciel qui permet de créer des jeux vidéo de rôle basé sur le moteur de jeu de  The Bard's Tale. Développé par Interplay Productions et publié par Electronic Arts en 1991, cet éditeur est disponible sur Amiga et MS-DOS.

## Présentation
Ce Construction Set inclut une version mise à jour du premier jeu de la série, The Bard's Tale, rebaptisé « Star Light Festival » mais permet surtout de créer ses propres jeux de rôle basé sur le moteur de jeu de The Bard's Tale III: Thief of Fate.
La version DOS du jeu est généralement considéré comme la plus complète car elle supporte l’utilisation d’un disque dur, le standard VGA, la souris et de nombreuses cartes son.
Le jeu le plus célèbre développé à partir du Construction Set est sans doute The Bard’s Lore: The Warrior and the Dragon créé par John H. Wigforss.

## Accueil
| Construction Set |    |      |
| Dragon Magazine  | US | 5/5  |
| Gen4             | FR | 86 % |
| Joystick         | FR | 89 % |
| Sur Amiga (1993) |    |      |
| Amiga Power      | US | 62 % |
| CU Amiga         | US | 75 % |

## Postérité
Après la sortie de The Bard's Tale Construction Set, Interplay continue de produire des jeux vidéo de rôle sur ordinateur comme Wasteland (1988) ou Fallout (1997).
En 1996, Interplay crée une division spécialisée dans les jeux vidéo de rôle sur ordinateur, baptisé Black Isle Studios, qui publiera Baldur's Gate et développera Planescape: Torment et la série des Icewind Dale.